# Georg Philipp Wenger
Georg Philipp Wenger (* 1701; † 21. Dezember 1763 in Neckarsulm) war ein deutscher Baumeister.
Er war in Neckarsulm ansässig und entwarf dort und in der weiteren Umgebung eine Vielzahl von Bauten. Vielfach war er für den damaligen Ortsherrn Neckarsulms, den Deutschen Orden, tätig, für den er u. a. Kirchen wie St. Kilian in Duttenberg und St. Laurentius in Neudenau errichtete und das Schloss Heuchlingen umbaute. In Neckarsulm erbaute er u. a. 1741/42 ein Schulgebäude, in Eschenau baute er 1746 Schloss Eschenau um. In Heilbronn wurde nach seinen Plänen 1756 bis 1758 das städtische Waisenhaus errichtet. An der barocken Umgestaltung des Klosters Schöntal zur Mitte des 18. Jahrhunderts war er ebenfalls beteiligt.